# Веллен (Хоэ-Бёрде)
Веллен (нем. Wellen) — деревня в Германии, в земле Саксония-Анхальт. Входит в состав общины Хоэ-Бёрде района Бёрде.
Население составляет 1293 человека (на 30 июня 2006 года). Занимает площадь 10,37 км².
Впервые упоминается в 1137 году.
Ранее имела статус общины (коммуны). 1 января 2010 года вместе с рядом соседних населённых пунктов вошла в состав новой общины Хоэ-Бёрде.